# Climat du Doubs
 (décembre 2007).
Si vous disposez d'ouvrages ou d'articles de référence ou si vous connaissez des sites web de qualité traitant du thème abordé ici, merci de compléter l'article en donnant les références utiles à sa vérifiabilité et en les liant à la section « Notes et références ».
Le climat du Doubs se caractérise par une forte influence continentale, des neiges et fortes gelées l'hiver, des sécheresses et des chaleurs l'été ponctués par des pluies pouvant être orageuses. Les orages sont particulièrement fréquents dans le Haut-Doubs.
La principale particularité du climat de ce département de vallées, plateaux et montagne est sa grande variabilité aussi bien au cours d'une saison que d'une année sur l'autre.
Le Doubs est un des départements les plus froids de France, mais aussi l'un des plus chauds à altitude égale comparée. Cela s'explique par une continentalité marquée.
L'amplitude entre la température annuelle la plus froide et la plus chaude atteint plus de 70 °C : 76,7 °C à Mouthe, 71,2 °C à Pierrefontaine-les-Varans, 67,5 °C à Besançon[réf. nécessaire]. Le climat est donc autant continental que montagnard sur le Massif du Jura.
Records mini : -36,7 °C le 13 janvier 1968 à Mouthe (936 m), -32,0 °C le 12 janvier 1987 à Pontarlier (830 m), -32,0 °C le 9 janvier 1985 au Russey (885 m), -31,9 °C le même jour à Pierrefontaine-les-Varans (709 m), -23,7 °C à Besançon (307 m).
Records maxi : 40,3 °C à Besançon (307 m); 39,6 °C à l'Isle-sur-le-Doubs (292 m); 39,3 °C à Pierrefontaine-les-Varans (709 m) ; 36,7 °C à Pontarlier (830 m) ; 35,7 °C à Mouthe (936 m).
Il n'y a pas grande différence de température entre Besançon et les plateaux du Haut-Doubs. La différence de la température moyenne annuelle entre Besançon et Pierrefontaine-les-Varans est de 2,3 °C ; de 2,7 °C entre Besançon et Pontarlier.
Il n'est pas du tout rare qu'il fasse plus chaud sur les plateaux ou dans les vals abrités qu'à Besançon en toutes saisons, particulièrement dans les flux de Sud et Sud-Est, où dans les situations anticycloniques d'inversion d'hiver où il peut faire plusieurs degrés de plus sur les plateaux qu'en plaine.
Voici quelques records:
| Ville                              | Altitude (m) | Record maxi (°C) | Record mini (°C) | Temp. moyenne (°C) | Précipitations (mm) | Nb de jours > 2,5 L/m2 par an |
| ---------------------------------- | ------------ | ---------------- | ---------------- | ------------------ | ------------------- | ----------------------------- |
| Mouthe                             | 936          | 35,7             | -42,5            | 5,7                | 1 706               | 117                           |
| Le Russey                          | 885          | 36,0             | -32,0            | 6,1                | 1 347               | 114                           |
| Pontarlier                         | 830          | 36,7             | -36,0            | 7,5                | 1 471               | 123                           |
| Pierrefontaine-les-Varans          | 709          | 39,3             | -31,9            | 7,9                | 1 319               | 116                           |
| Besançon                           | 307          | 40,3             | -23,7            | 10,2               | 1 109               | 108                           |
| L'Isle-sur-le-Doubs                | 292          | 39,6             | -25,0            | 9,2                | 1 110               | 107                           |
| Source: Météo France (depuis 1960) |              |                  |                  |                    |                     |                               |

## Quelques événements marquants
- 2010 : Le 8 décembre, on relève 16,5 °C à Sancey-le-Grand.
- 2010 : Le 7 janvier, on relève -23,7 °C à Besançon, -25,9 °C à Pontarlier et -25 °C à Mouthe. Le 30 novembre, le mercure s'abaisse jusqu'à -22,0 °C à Mouthe, une température qui n'avait pas été atteinte un mois de novembre depuis 1971.
- 2009 : Le 20 novembre, on relève 21,3 °C à Adam-les-Vercel (700m d'altitude), 19,5 °C à Morteau et 20,2 °C à Besançon.
- 2009 : Le 19 novembre, on relève 19 °C à Pontarlier.
- 2009 : Le 17 novembre, on relève 21,4 °C à Sancey-le-Grand, 19,8 °C à Levier.
- 2009 : Le 7 octobre, on mesure 29 °C à Pontarlier, Maîche, Morteau et Charquemont, 32 °C à Arc-et-Senans. 7 jours plus tard, il fait -7 °C le matin!
- 2008 : Les 25 et 26 mai, un flux de Sud à Sud-Est amène quelques petites pluies colorées par endroits et provoque temporairement un effet de foehn marqué sur le Haut Doubs. Le 27, on mesure 27 °C à Morteau, 25 °C à Pontarlier et seulement 24 °C à Besançon.
- 2006 : L’épisode neigeux du 4 mars est exceptionnel pour les secteurs de plaine en dessous de 500 m d’altitude avec la constitution d’un manteau neigeux de 50 à 70 cm en 24 h.
- 2005 : Le 1er mars, il fait -25 °C à Morteau.
- 1968 : Le 13 janvier, record absolu de froid en France avec -36,7 °C à Mouthe.
- 1948 : Le 10 juillet, il ne fait pas plus de 11 °C à Besançon.
- 1935 : Le 9 juin, une tornade rase une partie de la forêt de Loray.
- 1921 : Le 28 juillet, on mesure 40,3 °C à Besançon.

Source: Météo France (depuis 1960)